# Rabodeau
Der Rabodeau ist ein knapp 26 km langer Fluss in Frankreich, der im Département Vosges in der Region Grand Est verläuft. Er ist ein rechter und ostnordöstlicher Zufluss der Meurthe.

## Geographie

### Verlauf
Der Rabodeau entspringt in den westlichen Vogesen, im Gemeindegebiet von Moussey westlich des Col de Prayé, entwässert generell in südwestlicher Richtung und mündet nach rund 26 Kilometern beim Ort Saint-Blaise, im Gemeindegebiet von Moyenmoutier als rechter Nebenfluss in die Meurthe.

### Zuflüsse
Von der Quelle zur Mündung.
- Ruisseau de la Basse des Loges (links), 2,1 km
- Ruisseau Basse des Chavons (links), 3,9 km
- Ruisseau Basse de Liemont (links), 2,2 km
- Ruisseau le Fosse (links), 5,7 km
- Ruisseau de Grandrupt (links), 10,2 km, 35,3 km², 0,81 m³/s
- Ruisseau des Gollots (links), 3,2 km[5]
- Ruisseau le Courade (links), 2,3 km
- Ruisseau de Lavaux (links), 9,2 km, 19,0 km²
- Ruisseau de la Forain (links), 2,2 km
- Ruisseau de Moyenmoutier (links), 5,4 km
- Ruisseau des Ravines (rechts), 10,6 km, 22,6 km²

### Orte am Fluss
Von der Quelle zur Mündung.
- Moussey
- La Petite-Raon
- Senones
- Moyenmoutier